# Dub lyrovitý
Dub lyrovitý (Quercus lyrata) je opadavý strom dorůstající výšky okolo 20 metrů. Roste na vlhkých stanovištích v nížinách jihovýchodu USA. V Česku je vzácně pěstován jako parková dřevina. Je nápadný tvarem listů a velkými žaludy téměř zcela ponořenými v číšce.

## Popis
Dub lyrovitý je opadavý strom dorůstající výšky 20, výjimečně až 30 metrů. Koruna je mohutně rozložitá, v horní části nepravidelně protáhle polokulovitá. Kmen bývá krátký a pokřivený. Borka je světle hnědavě šedá, pukající v plátech. Větve jsou často převislé. Letorosty jsou šedavé nebo červenavé, asi 3 mm tlusté, měkce huňaté, později olysávající. Koncové pupeny jsou asi 3 mm dlouhé, šedě pýřité. Listy jsou obvejčité, kopinatě obvejčité až široce obvejčité, 10 až 25 mm dlouhé, na vrcholu špičaté, tupé nebo zaoblené, na bázi klínovité až špičaté, lyrovitě peřenosečné, se 3 až 4 tupými nebo špičatými laloky na každé straně. Spodní 2 páry laloků jsou mnohem menší než horní, trojúhelníkovité. Koncový lalok je nejčastěji trojlaločný. Žilnatina je tvořena 5 až 7 páry postranních žilek. Listy jsou na líci tmavě zelené, zprvu řídce pýřité a nakonec lysé, na rubu bíle plstnaté nebo zelené a měkce chlupaté. Řapíky jsou 10 až 25 mm dlouhé. Žaludy jsou velké a dozrávají prvním rokem, vyrůstají po 1 až 2 na až 4 cm dlouhých stopkách, jsou světle hnědé nebo šedavé, vejcovitě eliptické až podlouhlé, obvykle 25 až 50 mm dlouhé a 20 až 40 mm široké, šedavě chlupaté, obvykle zcela nebo téměř zcela obklopené číškou, řidčeji maximálně do poloviny z číšky vyčnívající.

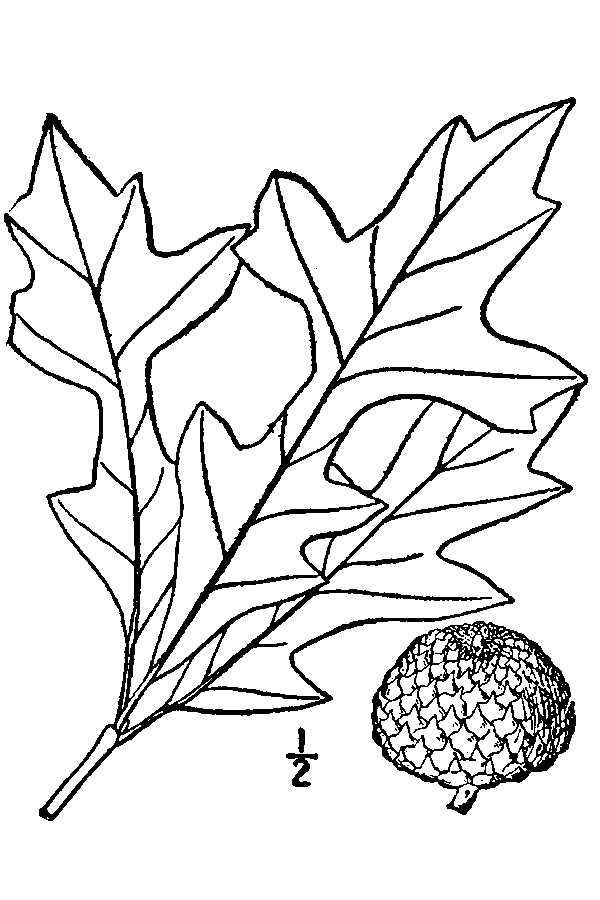
Nákres listů a plodů dubu lyrovitého
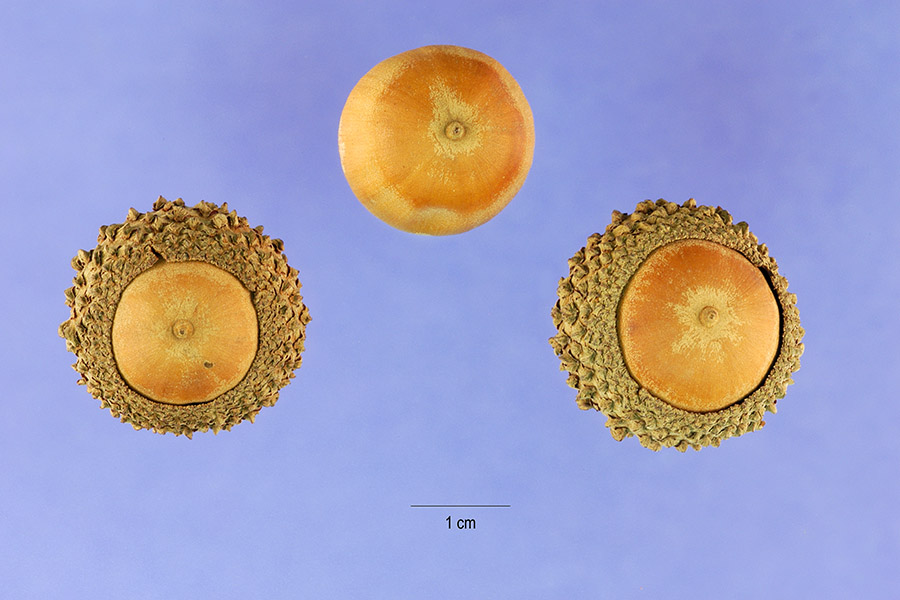
Žaludy dubu lyrovitého
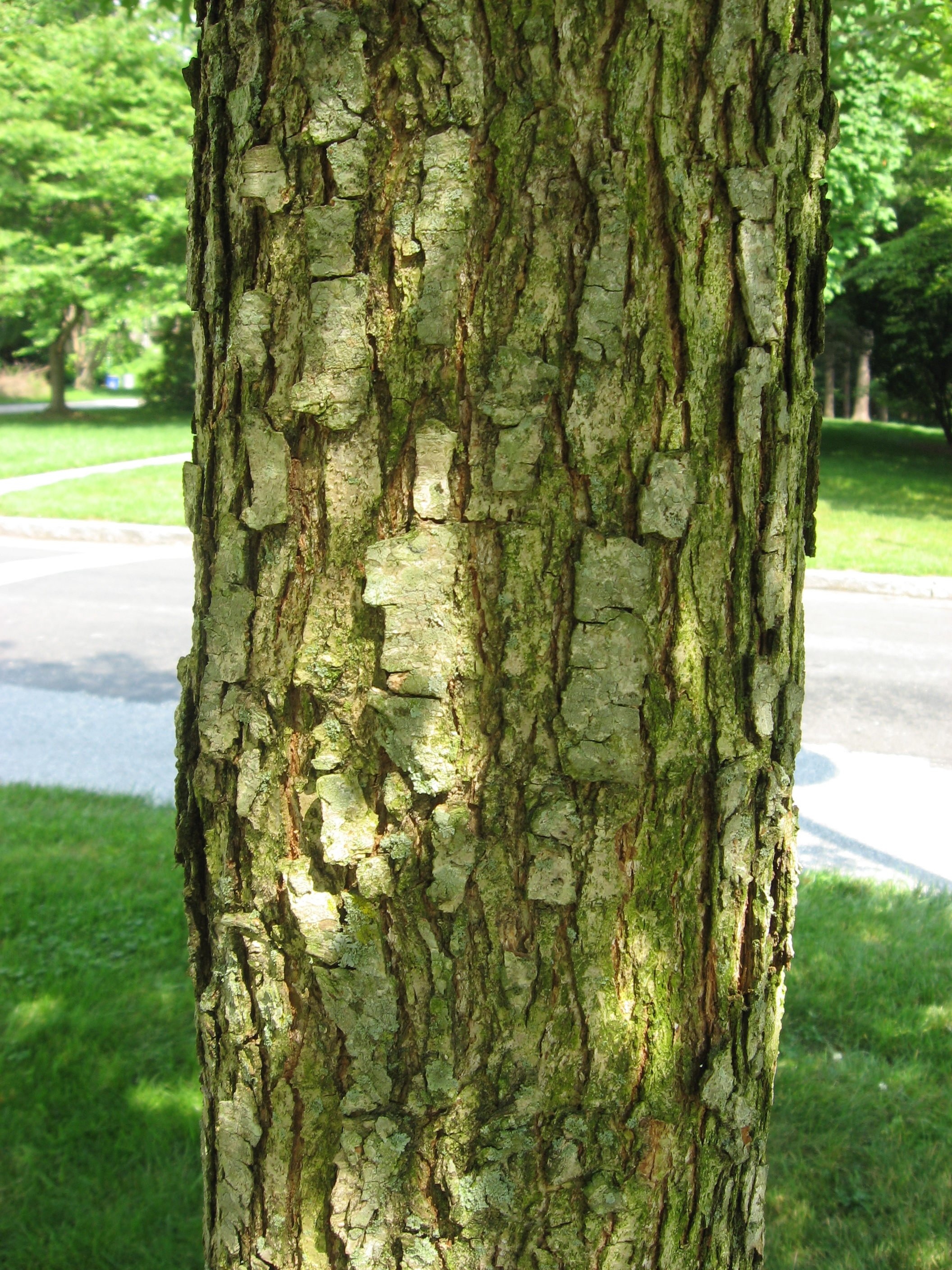
Borka dubu lyrovitého

## Rozšíření
Dub lyrovitý se vyskytuje v jihovýchodních oblastech USA. Je to pomalu rostoucí dub nízkých poloh a vlhkých stanovišť. Roste v lužních lesích, bažinatých lesích, nížinách a periodicky zaplavovaných oblastech v nadmořských výškách do 200 metrů. V oblastech společného výskytu se kříží s jinými duby ze sekce Quercus, zejména s dubem dvoubarevným (Quercus bicolor), dubem virginským (Q. virginiana), dubem velkoplodým (Q. macrocarpa), dubem hvězdovitým (Q. stellata) a dubem Michauxovým (Q. michauxii).

## Význam
Dub lyrovitý byl zaveden do Evropy v roce 1786. V Česku je vzácně pěstován jako parková a sbírková dřevina. Je uváděn ve dvou exemplářích z Průhonického parku.